# Serie C 1954/1955
Soutěžní ročník Serie C 1954/1955 byl 17. ročník třetí nejvyšší italské fotbalové ligy. Konal se od 19. září 1954 do 12. června 1955. Vítězem se stal klub Bari.

## Události
Soutěž vyhrál nováček soutěže Bari, které slavilo postup druhý rok po sobě. Do 2. ligy postoupilo také Livorno.
Sestup do nižší ligy znamenal pro kluby Fanfulla, Lecce, Bolzano a Carrarese.

## Tabulka
| Poř. | Tým            | Z  | V  | R  | P  | VG | OG | B  |
| ---- | -------------- | -- | -- | -- | -- | -- | -- | -- |
| 1.   | Bari           | 34 | 18 | 9  | 7  | 40 | 21 | 45 |
| 2.   | Livorno        | 34 | 17 | 11 | 6  | 53 | 32 | 45 |
| 3.   | Catanzaro      | 34 | 14 | 10 | 10 | 45 | 34 | 38 |
| 4.   | Empoli         | 34 | 15 | 7  | 12 | 52 | 42 | 37 |
| 5.   | Cremonese      | 34 | 16 | 5  | 13 | 49 | 42 | 37 |
| 6.   | Sanremese      | 34 | 14 | 8  | 12 | 53 | 41 | 36 |
| 7.   | Lecco          | 34 | 12 | 11 | 11 | 49 | 46 | 35 |
| 8.   | Benátky        | 34 | 13 | 9  | 12 | 37 | 37 | 35 |
| 9.   | Piombino       | 34 | 12 | 11 | 11 | 27 | 28 | 35 |
| 10.  | Carbosarda     | 34 | 10 | 14 | 10 | 36 | 36 | 34 |
| 11.  | Sambenedettese | 34 | 11 | 12 | 11 | 37 | 37 | 34 |
| 12.  | Piacenza       | 34 | 13 | 8  | 13 | 37 | 46 | 34 |
| 13.  | Siracusa       | 34 | 12 | 9  | 13 | 33 | 43 | 33 |
| 14.  | Prato          | 34 | 12 | 9  | 13 | 41 | 43 | 33 |
| 15.  | Fanfulla       | 34 | 13 | 7  | 14 | 42 | 34 | 33 |
| 16.  | Lecce          | 34 | 10 | 6  | 18 | 42 | 57 | 26 |
| 17.  | Bolzano        | 34 | 7  | 7  | 20 | 35 | 66 | 21 |
| 18.  | Carrarese      | 34 | 5  | 10 | 19 | 31 | 54 | 20 |

Poznámky
- Z = Odehrané zápasy; V = Vítězství; R = Remízy; P = Prohry; VG = Vstřelené góly; OG = Obdržené góly; B = Body
- za výhru 2 body, za remízu 1 bod, za prohru 0 bodů.
- při rovnosti bodů rozhodoval rozdíl mezi vstřelených a obdržených branek.
- kluby Prato a Fanfulla, odehráli dodatečné utkání o sestup, které skončilo 2:0.

|  | Postup do Serie B  |
|  | Sestup do IV Serie |